# Rio do Antônio
Pour les articles homonymes, voir Rio do Antônio (homonymie).
Le rio do Antônio est un cours d'eau de l'État de Bahia au Brésil.

## Géographie
De 180 km de longueur